# José Rodríguez (szermierz)
José Rodríguez (ur. 19 marca 1910 Buenos Aires, zm. ?) – argentyński szermierz. Reprezentant kraju podczas igrzysk olimpijskich w Londynie i igrzysk olimpijskich w Helsinkach, a także igrzysk panamerykańskich.
W Londynie wystąpił tylko w turnieju drużynowym florecistów, w którym zajął 5. miejsce. W Helsinkach wystąpił zarówno w turnieju drużynowym, jak i indywidualnym florecistów. W turnieju drużynowym zajął takie samo miejsce jak w Londynie, natomiast w turnieju indywidualnym odpadł w pierwszej rundzie.